# Großsteingrab Schalkholz-Vierth
Das Großsteingrab Schalkholz-Vierth (oft auch nur Großsteingrab Schalkholz) ist eine megalithische Grabanlage der jungsteinzeitlichen Nordgruppe der Trichterbecherkultur aus Vierth, einem Ortsteil von Schalkholz im Kreis Dithmarschen, Schleswig-Holstein. Während der späten Bronze- oder der frühen Eisenzeit wurde es für eine Nachbestattung genutzt und erweitert. Es trägt die Sprockhoff-Nummer 139 und die Fundplatznummer Schalkholz LA 33 bzw. Heide LA 5. Das Grab wurde 1969/70 archäologisch untersucht und anschließend nach Heide umgesetzt. Seit 2021 befindet es sich wieder in Schalkholz.

## Lage
Der ursprüngliche Standort des Grabes befindet sich etwa 1 km westlich der Ortsmitte von Schalkholz beim Gehöft Vierth, direkt südlich der Straße nach Rederstall. Seit 2021 befindet sich das Grab im Norden von Schalkholz, in einer kleinen Grünanlage am Ostende der Straße Kreuzberg.
In der näheren Umgebung befinden bzw. befanden sich mehrere weitere megalithische Grabanlagen. Direkt südlich des ursprünglichen Standorts liegen zwei Langbetten (LA 34 und 37). Etwa 2,2 km südöstlich wurden 1941 bei einer mittelalterlichen Schanze an einer Furt der Tielenau die Überreste eines weiteren Großsteingrabs (LA 72) entdeckt. 2,7 km nordwestlich befindet sich das Großsteingrab Linden-Pahlkrug. Aus dem Gemeindegebiet von Schalkholz sind zudem ein weiterer erhaltener Langhügel (LA 58), zwei weitere zerstörte Großsteingräber (LA 80 und 100), zwei möglicherweise als zerstörte Großsteingräber anzusprechende Fundstellen (LA 68 und 98) und drei zerstörte Langhügel (LA 49, 50 und 54) bekannt. Darüber hinaus gibt es in der Umgebung des Grabes von Schalkholz-Vierth zahlreiche Grabhügel.

## Forschungsgeschichte

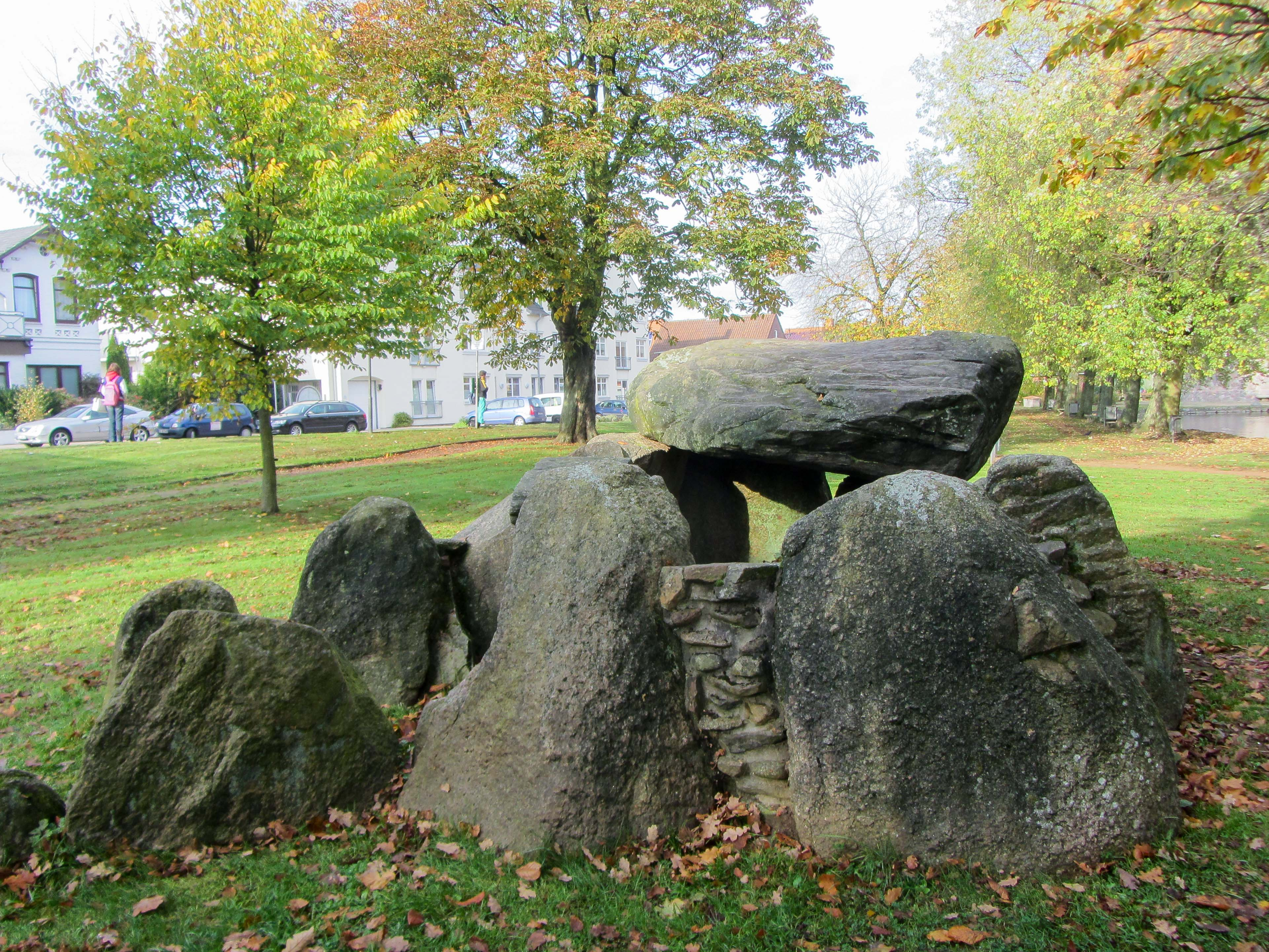
Die umgesetzte Grabkammer des Großsteingrabs Schalkholz-Vierth am ehemaligen Standort im Stadtpark von Heide (2014)

Die Hügelschüttung des Grabes wurde 1876 durchwühlt und teilweise abgetragen. Eine genauere Dokumentation hierzu wurde nicht angefertigt. Die Anlage wurde anschließend durch den Kreistag angekauft und unter Schutz gestellt. Kurt Langenheim publizierte 1935 zwei Keramikgefäße, die wohl bei der Grabung von 1876 oder kurz danach in der Anlage entdeckt worden waren. Im August 1943 wurde das Grab von Ernst Sprockhoff für seinen Atlas der Megalithgräber Deutschlands vermessen. Im Winter 1969/70 erfolgte eine archäologische Ausgrabung unter Leitung von J. Kühl. Anschließend wurde die Grabkammer unter Mithilfe der Bundeswehr in den knapp 11 km westsüdwestlich gelegenen Stadtpark von Heide umgesetzt. Im Juli 2021 wurde die Kammer durch das Technische Hilfswerk wieder zurück nach Schalkholz gebracht.

## Beschreibung

### Architektur
Diese Anlage besitzt eine runde Hügelschüttung mit einem Durchmesser von 16 m und einer erhaltenen Höhe von 1,6 m. Besonders an der Ostseite und im Zentrum wurden 1876 größere Teile des Hügels abgetragen. Bei der Untersuchung im Winter 1969/70 konnten zwei Errichtungsphasen des Hügels unterschieden werden. Die ursprüngliche Hügelschüttung hatte einen Durchmesser von 14 m und eine Höhe von 0,8 m. Sie reicht genau bis zur Oberkante der trichterbecherzeitlichen Grabkammer und besteht in den obersten 0,1 m aus Podsol. Hierauf wurde in späterer Zeit eine weitere Hügelschüttung mit einer Mächtigkeit von 0,8 m aufgetragen.
Bei der trichterbecherzeitlichen Grabkammer handelt es sich um ein Ganggrab vom Untertyp Holsteiner Kammer. Die nordnordwest-südsüdöstlich orientierte Kammer hat einen annähernd ovalen Grundriss und eine innere Länge von 3,5 m, eine Breite von 2,2 m und eine Höhe von 1 m. Es sind noch alle neun Wandsteine erhalten. Nur an der Nordostecke stehen zwei Steine im rechten Winkel zueinander, ansonsten gehen Lang- und Schmalseiten bogenförmig ineinander über. Von den ursprünglich zwei Decksteinen liegt der nördliche noch auf den Wandsteinen auf; der südliche fehlt. Die Kammer war etwa 0,4 m in den anstehenden Boden eingetieft worden. Das Bodenpflaster wurde im Nordteil der Kammer noch ungestört vorgefunden. Es bestand aus einer unteren Schicht aus behauenen Steinplatten und einer oberen Schicht aus gebranntem Feuerstein. Die Lücken zwischen den Wandsteinen waren ursprünglich vollständig mit Trockenmauerwerk aus Sandsteinplatten verfüllt. Die Außenseite der Kammer war mit einem Lehmmantel verputzt worden, der mit Sandsteinplatten und Rollsteinen belegt worden war.
Der Zugang zur Kammer befindet sich am Südende der westlichen Langseite. Ihm ist ein schräg von Südwesten kommender Gang mit einer Länge von 1 m und einer Breite von 0,6 m vorgelagert. Er besitzt zwei Wandsteine an der nordwestlichen und einen Wandstein an der südöstlichen Seite. Decksteine sind nicht mehr erhalten. Zwischen Gang und Kammer ragt ein Schwellenstein 0,35 m aus dem Boden. Auf den Schwellenstein waren noch zwei kleinere Steine aufgesetzt, wodurch der Zugang zur Kammer ursprünglich nur 0,6 m × 0,6 m maß. Möglicherweise war der Zugang nach dem Ende der Nutzung der Grabkammer verschlossen worden. Hierfür sprechen auch Reste von Lehmestrich, die auf der Gangseite des Zugangs gefunden wurden. Vor dem Gang wurden einige verlagerte Steinplatten unterschiedlicher Größe gefunden, die vielleicht als Verschluss gedient hatten.
Von der jüngeren Bestattung konnten keine Befunde mehr festgestellt werden.

### Funde
Von den ursprünglichen Bestattungen haben sich keine Reste erhalten. Es wurden aber noch einige Beigaben gefunden. Vermutlich aus der Grabung von 1876 stammen ein stark profilierter Trichterbecher und eine flache, ausladende Schale. Bei der Grabung von 1969/70 wurden in der Kammer ein weiterer Trichterbecher, ein unverziertes Schultergefäß, Fragmente eines Backtellers und eine Pfeilspitze gefunden. Im gestörten Teil der Kammerfüllung und im Eingangsbereich wurden zudem eine verzierte und mehrere unverzierte Keramikscherben entdeckt.
Etwa 1,2 m nördlich der Kammer und 0,6 m unterhalb der Oberkante der ursprünglichen Hügelphase wurde ein Depot aus 63 Feuersteinklingen gefunden. Da keine Spuren einer Eintiefung gefunden wurden, dürfte das Depot wahrscheinlich direkt bei der Aufschüttung des Hügels niedergelegt worden sein. Die Klingen lagen so eng beieinander, dass sie ursprünglich wohl in einem Behältnis oder einer Umwicklung aus organischem Material niedergelegt worden waren. Die Klingen waren von mindestens neun verschiedenen Kernsteinen abgeschlagen worden.
Etwa in der Mitte des Hügels und etwa 0,3 m in diesen eingetieft wurde eine Urne entdeckt, die in die späte Bronzezeit oder die frühe Eisenzeit datiert und vielleicht mit der Erweiterung der Hügelschüttung in Verbindung steht.